# Jocke Hultman
Joakim ”Jocke” Hultman, född 11 maj 1972 i Stockholm och uppväxt i Härnösand, är en svensk tatuerare.
2011 skrevs Hultman in i Guinness World of Record då han satte världsrekord i "longest tattoo" med tiden 48 timmar och 15 minuter.